# La Chapelle-Achard
La Chapelle-Achard és un municipi francès situat al departament de Vendée i a la regió de País del Loira. L'any 2007 tenia 1.553 habitants.

## Demografia

### Població
El 2007 la població de fet de La Chapelle-Achard era de 1.553 persones. Hi havia 550 famílies de les quals 95 eren unipersonals (56 homes vivint sols i 39 dones vivint soles), 156 parelles sense fills, 256 parelles amb fills i 43 famílies monoparentals amb fills.
La població ha evolucionat segons el següent gràfic:
Habitants censats

### Habitatges
El 2007 hi havia 663 habitatges, 559 eren l'habitatge principal de la família, 73 eren segones residències i 32 estaven desocupats. 644 eren cases i 2 eren apartaments. Dels 559 habitatges principals, 442 estaven ocupats pels seus propietaris, 112 estaven llogats i ocupats pels llogaters i 5 estaven cedits a títol gratuït; 1 tenia una cambra, 10 en tenien dues, 90 en tenien tres, 156 en tenien quatre i 302 en tenien cinc o més. 482 habitatges disposaven pel capbaix d'una plaça de pàrquing. A 199 habitatges hi havia un automòbil i a 340 n'hi havia dos o més.

### Piràmide de població
La piràmide de població per edats i sexe el 2009 era:
| Homes | Edats   | Dones |
| ----- | ------- | ----- |
| 0     | 95 o +  | 0     |
| 0     | 90 a 94 | 0     |
| 4     | 85 a 89 | 8     |
| 4     | 80 a 84 | 0     |
| 12    | 75 a 79 | 16    |
| 44    | 70 a 74 | 16    |
| 4     | 65 a 69 | 28    |
| 12    | 60 a 64 | 28    |
| 28    | 55 a 59 | 8     |
| 36    | 50 a 54 | 36    |
| 36    | 45 a 49 | 36    |
| 28    | 40 a 44 | 36    |
| 40    | 35 a 39 | 24    |
| 56    | 30 a 34 | 44    |
| 32    | 25 a 29 | 44    |
| 40    | 20 a 24 | 24    |
| 48    | 15 a 19 | 32    |
| 28    | 10 a 14 | 28    |
| 36    | 5 a 9   | 36    |
| 48    | 0 a 4   | 36    |

## Economia
El 2007 la població en edat de treballar era de 1.036 persones, 821 eren actives i 215 eren inactives. De les 821 persones actives 755 estaven ocupades (419 homes i 336 dones) i 66 estaven aturades (26 homes i 40 dones). De les 215 persones inactives 74 estaven jubilades, 77 estaven estudiant i 64 estaven classificades com a «altres inactius».

### Ingressos
El 2009 a La Chapelle-Achard hi havia 641 unitats fiscals que integraven 1.774 persones, la mediana anual d'ingressos fiscals per persona era de 16.667 €.

### Activitats econòmiques
Dels 78 establiments que hi havia el 2007, 3 eren d'empreses alimentàries, 3 d'empreses de fabricació de material elèctric, 7 d'empreses de fabricació d'altres productes industrials, 16 d'empreses de construcció, 13 d'empreses de comerç i reparació d'automòbils, 2 d'empreses de transport, 4 d'empreses d'hostatgeria i restauració, 1 d'una empresa d'informació i comunicació, 4 d'empreses financeres, 4 d'empreses immobiliàries, 14 d'empreses de serveis, 1 d'una entitat de l'administració pública i 6 d'empreses classificades com a «altres activitats de serveis».
Dels 20 establiments de servei als particulars que hi havia el 2009, 2 eren tallers de reparació d'automòbils i de material agrícola, 3 paletes, 6 guixaires pintors, 2 fusteries, 4 electricistes, 2 perruqueries i 1 agència immobiliària.
Dels 4 establiments comercials que hi havia el 2009, 1 era una gran superfície de material de bricolatge, 1 una fleca, 1 una carnisseria i 1 una peixateria.
L'any 2000 a La Chapelle-Achard hi havia 31 explotacions agrícoles que ocupaven un total de 1.998 hectàrees.

## Equipaments sanitaris i escolars
El 2009 hi havia 2 escoles elementals.

## Poblacions més properes
El següent diagrama mostra les poblacions més properes.